# リースの補題
数学の関数解析学の分野におけるリースの補題（リースのほだい、英: Riesz's lemma）は、リース・フリジェシュの名にちなむ補題である。この補題は、ノルム線型空間の中の線型部分空間が稠密であるための条件を明示するものである。「リース補題」（Riesz lemma）や「リース不等式」（Riesz inequality）と呼ばれることもある。内積空間でない場合は、直交性の代わりと見なすことも出来る。

## 内容
補題の内容について述べる前に、いくつかの記号を定める。X を、ノルム |·| を備えるノルム線型空間とし、x を X の元とする。Y を、X 内の閉部分空間とする。元 x と空間 Y との距離は、次で定義される。
{\displaystyle d(x,Y)=\inf _{y\in Y}|x-y|.}
補題の内容は次のようなものである：
リースの補題 X をノルム線型空間、Y を X の閉真部分空間とし、α を 0 < α < 1 を満たす実数とする。このとき、|x| = 1 を満たす X 内のある元 x で、Y 内のすべての元 y に対して |x − y| > α を満たすものが存在する。
注意 1 有限次元の場合に対しては、等号が成り立つ場合もある。言い換えると、ノルムが 1 の元 x で d(x, Y) = 1 を満たすものが存在する。X の次元が有限であるとき、単位球 B ⊂ X はコンパクトである。また距離函数 d(· , Y) は連続である。したがって、単位球 B 上の像は実数直線のコンパクト部分集合でなければならず、主張は示される。
注意 2 すべての有界列の空間 ℓ∞ は、 α = 1 に対して補題が成立しない例を与える。
証明は、クライツィグなどの函数解析学のテキストで見られる。ポール・ギャレット教授による証明の概要もオンラインで利用可能である。

## 逆
リースの補題は、無限次元ノルム空間 X の単位球はコンパクトになり得ないことを証明する上で直接的に用いられる。単位球面から一つの元 x1 を選ぶ。その後 xn を、次が成り立つように単位球面から選んでいく：
{x1 ... xn−1} の張る線型部分空間 Yn−1 とある定数 0 < α < 1 に対して、{\displaystyle d(x_{n},Y_{n-1})>\alpha }。}
明らかに {xn} は収束部分列を持たないため、単位球はコンパクトでないことが分かる。
この逆は、より一般的な状況でも成り立つ。位相ベクトル空間 X が局所コンパクトであるなら、それは有限次元である。すなわち局所コンパクト性は有限次元性を特徴付けるものである。この古典的結果もリースによるものである。その簡単な証明は次のようになる：C を 0 ∈ X のコンパクトな近傍とする。コンパクト性より、次を満たす c1, ...,  cn ∈ C が存在する：
{\displaystyle C=\bigcup _{i=1}^{n}\;\left(c_{i}+{\frac {1}{2}}C\right).}
{ci} によって張られる有限次元部分空間 Y あるいはその閉包は、X であることを示す。実際、スカラー乗算は連続であるので、C ⊂ Y を示せば十分である。帰納法より、すべての m に対して
{\displaystyle C\subset Y+{\frac {1}{2^{m}}}C}
が成り立つ。しかしコンパクト集合は有界なので、C は Y の閉包に含まれる。以上で証明は完成された。

## いくつかの帰結
バナッハ空間上で作用するコンパクト作用素のスペクトル性は、行列のそれと同様である。リースの補題はこの事実を本質的に示すものである。
リースの補題により、任意の無限次元ノルム空間は、0 < α < 1 に対して {\displaystyle |x_{n}-x_{m}|>\alpha } を満たす単位ベクトルの列 {xn} を含むことが分かる。この結果は、無限次元バナッハ空間上のある測度の非存在を示す上で有用となる。
この補題はまた、ノルム線型空間 X が有限次元かどうかを示す上でも用いられる。すなわち、閉単位球がコンパクトであるなら、X は有限次元である（背理法により証明される）。

## 名称
リードやシモンのように、研究者によっては「リースの表現定理」のことを「リースの補題」と呼ぶこともある。しかし、その定理はこの記事で記述されているリースの補題とは関係のないものである。